# Diego Ruiz
Diego Alejandro Ruiz (n. 19 decembrie 1980, San Miguel de Tucumán, Provincia Tucumán, Argentina) este un jucător argentinian de fotbal, pe post de atacant, din 2015 jucând la Iberia în Primera B de Chile.
1. ↑  Diego Ruiz, Transfermarkt, accesat în 9 octombrie 2017
2. ↑  DIEGO ALEJANDRO RUIZ, Base de Datos del Fútbol Argentino
3. ↑  Diego Alejandro Ruiz Scheuschner, As